# Кайсака
Кайсака, или лабария (лат. Bothrops atrox) — самая крупная в роде копьеголовых змей, длиной обычно до 2 м, а изредка достигающая 2,5 м. Плотное, но стройное туловище кайсаки имеет серую или коричневую окраску с чёткими крупными ромбами на спине, отороченными черной полосой. Подбородок змеи окрашен в ярко-жёлтый цвет, за что её часто называют «жёлтая борода» (barba amarilla). Кайсака населяет всю Центральную Америку на север до 22° с. ш., тропическую Южную Америку до Аргентины и острова Тринидад, Тобаго, Сент-Люсия и Мартиника. 
Упоминается в романе Рекса Стаута «Fer-de-Lance» и в романе Джека Лондона «Сердца трёх», а также в документальных повестях Георга Даля «Последняя река», Виктора Норвуда «Один в джунглях» и Хеймиша Макинниса «Восхождение в затерянный мир».